# Dennis Schmidt-Foß

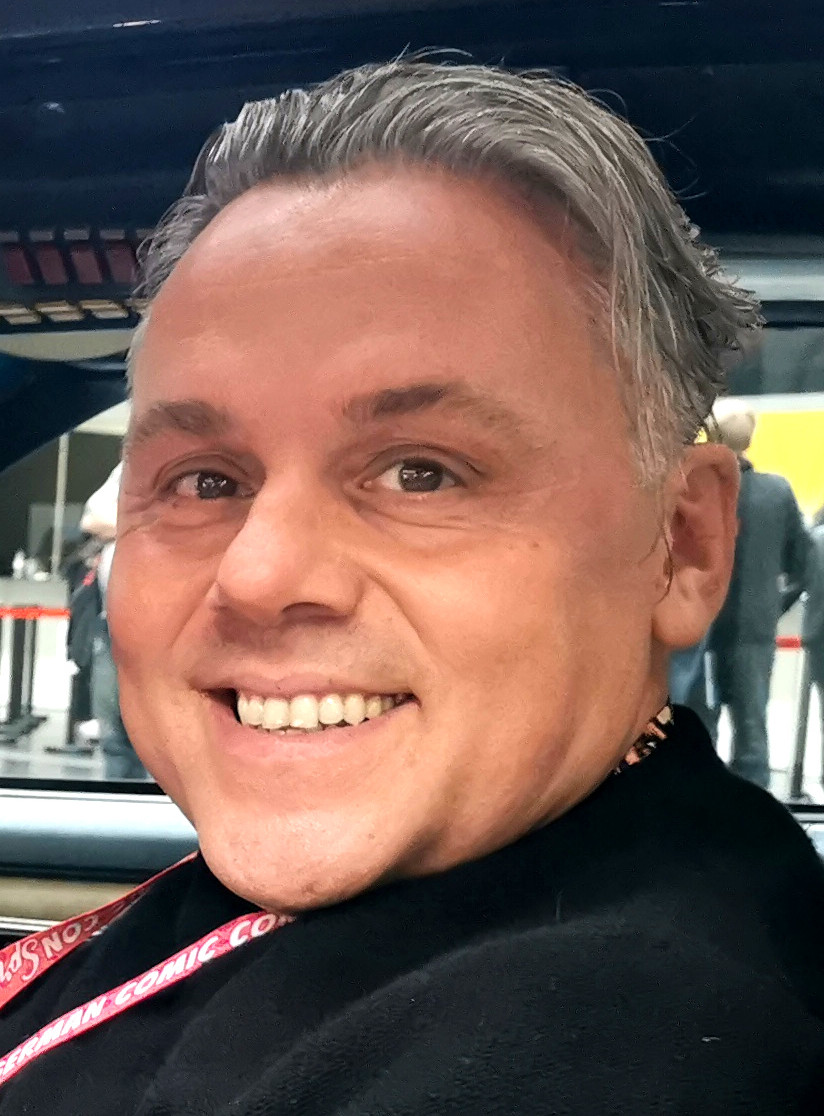
Dennis Schmidt-Foß bei der German Comic Con (2022)

Dennis Schmidt-Foß (* 5. August 1970 in Aschaffenburg) ist ein deutscher Schauspieler, Hörspiel- und Synchronsprecher sowie Dialogbuchautor und Dialogregisseur.
Schmidt-Foß begann bereits in jungen Jahren bei Film- und Fernsehproduktionen mitzuspielen, im Synchronstudio arbeitete er mit sieben Jahren das erste Mal. Mittlerweile ist er einer der meistbeschäftigten Synchronsprecher seiner Generation und ist die Standardstimme von Ryan Reynolds, Chris Evans, John Cena, Freddie Prinze junior, Joshua Jackson, Michael C. Hall, Scott Speedman, Josh Duhamel und von Eddie Murphy seit dem Jahr 2007 als Nachfolger von Randolf Kronberg.
Sein jüngerer Halbbruder Gerrit Schmidt-Foß arbeitet ebenfalls als Schauspieler und Synchronsprecher, auch sein anderer Halbbruder Florian Schmidt-Foß war zeitweise in der Synchronisation tätig.

## Leben und Werk

### Film- und Fernsehrollen
Dennis Schmidt-Foß spielte bereits in jungen Jahren in Filmproduktionen mit wie Die Kinder aus No. 67 (1980) und Die Dame vom Palast Hotel (1985). Auch in Fernsehserien sah man ihn als Jugendlicher in diversen Nebenrollen, beispielsweise in Löwenzahn (1984), Tatort (1986) und Ein Heim für Tiere (1987), hier an der Seite seines jüngeren Halbbruders Gerrit Schmidt-Foß. Bis heute tritt er in zahlreichen Fernsehserien auf, unter anderem in Wolffs Revier (1995), Max Wolkenstein (1996), Dr. Sommerfeld – Neues vom Bülowbogen (1998) Ein starkes Team (2001) und in TV-Filmen wie Herz oder Knete (2002) oder Ich leih’ mir eine Familie (2007). Er ist zudem seit 2022 der deutsche Synchronsprecher für Terence Hill in Don Matteo.

### Hörspiele und Hörbücher
Ende der 80er Jahre begann Schmidt-Foß auch als Hörspielsprecher tätig zu werden. Als die Jugendbuchserie Das Schloß-Trio unter der Regie von Heikedine Körting beim Label Europa vertont wurde, übernahm er von 1988 bis 1989 neben Simon Jäger die zweite männliche Hauptrolle als „Turbo“ Toshikiara. Eine weitere Hauptrolle wurde ihm in der Neuauflage der Jan-Tenner-Hörspielreihe (2001–2002) vom Label Kiddinx zuteil als Nachfolger von Lutz Riedel, und auch im gleichnamigen Computerspiel sprach er den Protagonisten. Weitere Auftritte in Kinder-Hörspielproduktion hatte er unter anderem in der Reihe Wendy, wo er zwischen 1998 und 2004 männliche Gastrollen sprach, und einmal in Anne auf Green Gables (2008) von Titania Medien. Bei diesem Label betätigte er sich auch als Gruselkabinett-Sprecher in den Folgen Das Bildnis des Dorian Gray (2009) und Der Tempel (2009). Außerdem ist er seit 2008 wieder an der Seite von Simon Jäger in der Universal Mystery-Reihe Jack Slaughter vom Hörspiellabel FOLGENREICH als Rick Silver zu hören. Außerdem übernahm er die Sprecherrolle des Richie Hanson in der 143. Drei-???-Folge Die Poker-Hölle (2010).
Für den Rusch Verlag, der für seine Hörbücher aus dem Bereich der Ratgeberliteratur meistens bekannte Schauspieler oder Synchronsprecher einsetzt, las Dennis Schmidt-Foß 2004 Einwand-frei verkaufen zusammen mit Peer Augustinski und 2006 Entscheide dich jetzt!, wo er auch als Autor genannt wird.
In der Hörspiel-Serie Die Elfen von Bernhard Hennen übernimmt Dennis Schmidt-Foß 2014 ab Folge 9 die Rolle des erwachsenen Ulric, Sohn des Königs Alfadas.
2020 sprach er in Neil Gaimans & Dirk Maggs’ Audible-Hörspiel The Sandman den Charakter Korinther.

### Synchronisationen
Filme
Einem breiten Publikum ist Dennis Schmidt-Foß vor allem durch seine Stimme bekannt. Schon als Jugendlicher übernahm er größere Sprechrollen, so sprach er 1986 Birk Borkasson in der Astrid-Lindgren-Verfilmung Ronja Räubertochter und 1987 Jerry O’Connell als Vern Tessio in der Stephen-King-Adaption Stand by Me – Das Geheimnis eines Sommers. Ende der 1990er wurde die Arbeit im Synchronstudio zu seiner Hauptbeschäftigung. Bereits 1997 synchronisierte er dreimal Freddie Prinze jr., so auch in dem Horror-Teenie-Film Ich weiß, was du letzten Sommer getan hast und dient seitdem als seine deutsche Feststimme. 2004 synchronisierte er Sam Ball im Kinofilm 30 über Nacht. Im Actiongenre wurde Schmidt-Foß 2005 auch im Science-Fiction-Film Æon Flux für Jonny Lee Miller eingesetzt und im Action-Bollywoodfilm Dhoom für Uday Chopra, sowie in dessen Fortsetzungen Dhoom – Back in Action (2007) und Dhoom: 3. Des Weiteren sprach er Hauptrollen in den Spionagethrillern Enttarnt – Verrat auf höchster Ebene (2007) für Ryan Phillippe, in Clean Break – Die schmutzige Wahrheit (2008) für Angus Macfadyen und in Salt (2010) für Chiwetel Ejiofor.
Auch historischen Persönlichkeiten lieh er seine Stimme wie Elvis Presley, gespielt von Tyler Hilton in Walk the Line (2006) und dem Gefängniswärter von Nelson Mandela, verkörpert von Joseph Fiennes in Goodbye Bafana (2007). In Literaturverfilmungen hörte man ihn 2007 in der TV-Adaption des Jane-Austen-Romans Persuasion als Captain Wentworth für Rupert Penry-Jones, 2008 in der Bestseller-Verfilmung Drachenläufer als Amir Jan für Khalid Abdalla und 2012 in Steve McQueens preisgekrönten britischen Drama Shame als David Fisher für James Badge Dale. Man hörte ihn 2018 in der US-amerikanischen Dramedy Love, Simon als Synchronsprecher für Josh Duhamel in der Rolle als Mr. Jack Spier und zuletzt 2024 in Beverly Hills Cop: Axel F als Synchronsprecher für Eddie Murphy.
Zugeordnete Schauspieler
Mit zunehmendem Bekanntheitsgrad wurde Dennis Schmidt-Foß auch als Feststimme berühmter Schauspieler eingesetzt. So synchronisierte er ab dem High-School-Thriller Voll gepunktet (2004) wiederkehrend Chris Evans, seit dem Horrorthriller The Amityville Horror (2005) wird er kontinuierlich für Ryan Reynolds gebucht und mit der Transformers-Filmreihe ist er seit 2007 als deutsche Stimme von Josh Duhamel bekannt.
Nach dem Tod seines Kollegen Randolf Kronberg im Jahr 2007 übernahm er die Synchronisation von Eddie Murphy und ersetzte ihn erstmals als Esel in dem Animationsfilm Shrek der Dritte. Darüber hinaus hört man Dennis Schmidt-Foß für Simon Pegg seit der Komödie Hot Fuzz (2007), des Weiteren leiht er Jason Segel seit der Beziehungskomödie Nie wieder Sex mit der Ex (2008) in dessen Kinofilmen seine Stimme.
Serien
1999 war er gleich in drei Serien als Hauptrolle zu hören, in Power Rangers in Space als Carlos Vallerte, in Ein Trio zum Anbeißen (1999–2002) als Pete Dunville und Pacey Witter in Dawson’s Creek (1999–2005). Seither wird er vorwiegend für den Schauspieler Joshua Jackson gebucht, so auch in der Serie Fringe – Grenzfälle des FBI (2009–2013). Noch weitere Einsätze in Serienhauptrollen kamen hinzu, wie in den Science-Fiction-Serien Farscape (2000–2003) und Andromeda (2001–2007), in Third Watch – Einsatz am Limit (2003–2007) als Officer Ty Davis. Ab 2003 ist ihm mit Michael C. Hall ein weiterer Schauspieler zugeordnet worden, so sprach er ihn in Six Feet Under bis 2007 und seit 2008 den Serienkiller Dexter. Mit der Rolle des Sicherheitschef Danny McCoy in Las Vegas (2006–2009) wurde Dennis Schmidt-Foß zur Feststimme von Josh Duhamel. Weitere bekannte US-Krimiserien, in denen er Ermittlern seine Stimme lieh, waren Without a Trace (2003–2009) als Special Agent Danny Taylor, The Closer (2006–2012) als Detective Julio Sanchez, Threat Matrix – Alarmstufe Rot (2008) für Mahershalalhashbaz Ali, in der 3. Staffel von 24 als CTU-Agent Chase Edmunds und in der 8. Staffel für Freddie Prinze jr., in der 8./9. Staffel von Law & Order: Special Victims Unit (2008–2009) für Adam Beach und als Computer-Hacker Alec Hardison in der Gaunerkomödie Leverage (2010–2014). In der Fernsehserie Spartacus lieh er seine Stimme in 23 Episoden der syrischen Figur Ashur (Staffel 1&2, 2010–2012).
Außerdem war er in den Arztserien Emergency Room – Die Notaufnahme (2002–2008) als charismatischer Dr. Pratt, in Grey’s Anatomy (2006–2020) als Medizinstudent Alex Karev, in Saved (2008–2009) als Rettungssanitäter Wyatt Cole für Tom Everett Scott und in Miami Medical (2011) als Pfleger Tuck Brody zu hören. In den Football-Serien Blue Mountain State (2010–2015) und Dr. Dani Santino – Spiel des Lebens (2011–2014) synchronisierte er Alan Ritchson und Marc Blucas. Im komödiantischen Bereich übernahm Schmidt-Foß die Sprechparts von Seth Rogen in American Campus – Reif für die Uni? (2002), Reid Scott in Absolut relativ (2005), Barry Watson in Samantha Who? (2008/2012), Jean-Michel Portal in Die Vier (2010–2011), Steve Howey in Shameless (2012–2021) und Sullivan Stapleton in Blindspot (2015–2020). Von 2019 bis 2024 ist er zudem die deutsche Stimme von Jay Hernández in Magnum P.I. 2020 synchronisierte er Chris Evans in Verschwiegen. Von 2016 bis 2021 ist er die deutsche Stimme von Daniel „Dan“ Espinoza dargestellt von Kevin Michael Alejandro in Lucifer. Von 2018 bis 2025 sprach er den von William Zabka dargestellten Johnny Lawrence in der Serie Cobra Kai.
Zeichentrick und Anime
Im Bereich des Anime trat er erstmals 1999 als der Protagonist Kazuki Fuse im Politthriller Jin-Roh auf. Danach sprach er 2000 seine in Digimon Elecmon, durch welche er im Anime-Genre bekannter wurde. Im dritten Teil der Dragon Ball Z – Filme Die Entscheidungsschlacht sprach er 2002 ebenfalls Tales und 2005 als Romanautor Eiri Yuki in Gravitation. Auch in anderen bekannten japanischen Animeserien wie Yu-Gi-Oh! ist Dennis Schmidt-Foß seit 2003 als Duke Devlin dabei, in der Fortsetzung Yu-Gi-Oh! GX (2004–2005) als Zane Truesdale und in ×××HOLiC vertonte er 2008 Shizuka Domeki. Zusätzlich sprach er die Rolle des Dareth in Ninjago in den ersten elf Staffeln ein und vertritt Uwe Büschken als Ed Walker für die Folge 1x13. Seit 2019 spricht er in Demon Slayer die Rolle des Inosuke Hashibira.
In US-amerikanischen Animationsfilmen hörte man ihn 2007 in Bee Movie – Das Honigkomplott als Buzz, 2011 in Rio als Luiz und in Die Abenteuer von Tim und Struppi – Das Geheimnis der Einhorn als Allan. In der Zeichentrickserie in Archer spricht er seit 2009 den gleichnamigen Geheimagenten. Zusätzlich sprach er die Rolle des Green Lantern in The LEGO Movie & The LEGO Movie 2.
Videospiele
In Assassin’s Creed III (2012) leiht Schmidt-Foß dem Protagonisten Connor Kenway (ursp.: Ratonhnhaké:ton), welcher in diesem Spiel die meiste Zeit gesteuert wird, seine Stimme.
In Dragon Age 2 (2011) leiht er seine Stimme dem Gefährten Fenris, ein ehemaliger Sklave, der auf der Flucht vor seinem Meister ist.
In Mittelerde: Mordors Schatten (2014) ist er die Stimme des zu spielenden Protagonisten Talion.
In Batman: Arkham Asylum (2008), Batman: Arkham City (2011), Batman: Arkham Origins (2013) und Batman: Arkham Knight (2015) spricht er Edward Nigma/den Riddler.
In dem im Jahr 2024 veröffentlichten Spiel Suicide Squad: Kill the Justice League, welches im gleichen Universum wie die Arkham-Reihe spielt, spricht er abermals den Riddler.
Im MMORPG Elsword Online leiht er seine Stimme dem 10. spielbaren Charakter, Ciel.
In Call of Duty: WWII (2017) spricht er William Pierson.
Im Sci-Fi-Ego-Shooter Prey (2017) spricht er die Rolle des männlichen Protagonisten Morgan Yu, der die Raumstation Talos I erkundet.
In Star Wars Jedi Knight: Jedi Academy (2003) spricht er den männlichen Protagonisten Jaden Korr.
Im MMORPG Lost Ark (2022) spricht Schmidt-Foß den Kommandanten der Wahnlegion, Kakul-Saydon.
In Alone in the Dark (2024), dem Remake aus dem gleichnamigen Spiel aus dem Jahr 1992, leiht er David Harbour in der Rolle des Protagonisten Edward Carnby seine Stimme.

### Dialogbuch und -regie
Seit Mitte der 2000er Jahre ist er auch einige Male als Dialogbuchautor und Dialogregisseur tätig geworden. So zeichnete er für die deutschen Texte des Dramas Lockdown – Unschuldig im Knast (2003), des halbdokumentarischen Kriegsdramas Battle for Haditha (2008) und des Filmes Year of the Dog (2009) vom Regisseur Mike White verantwortlich, und führte zudem auch Synchronregie bei Buffalo Soldiers ’44 – Das Wunder von St. Anna (2008) von Spike Lee, dem Martial-Arts-Film Fighting (2009) mit Channing Tatum, dem Horror-Remake Let Me In (2011) und dem finnischen Roadmovie Helden des Polarkreises (2011).
Die deutschen Sprachaufnahmen von der Zeichentrickserie Die Wayside Schule leitete Schmidt-Foß von 2007 bis 2008 und im selben Jahr arbeitete er auch im Autorenteam für US-Jugend-Serie Wildfire mit. Dialogbuch und -regie übernahm er 2010 für die britische fünfteilige Science-Fiction-Serie Paradox und seit 2011 für die US-amerikanische Zeichentrickserie Adventure Time, in der seine Tochter Dalia Schmidt-Foß eine dauerhafte Rolle spricht.

## Privatleben
Während der fünfjährigen Produktion von Dawson’s Creek arbeitete er an der Seite seines Bruders Gerrit Schmidt-Foß, der dort den männlichen Protagonisten sprach. Ab der zweiten Staffel kam noch sein zweiter Bruder Florian Schmidt-Foß hinzu, der Kerr Smith synchronisierte. Im Aufnahmestudio war außerdem, als deutsche Stimme von Katie Holmes, Dascha Lehmann beschäftigt, welche er am 21. August 2001 heiratete. Sie leben zusammen in Berlin. Ihre gemeinsame Tochter Dalia Mya Schmidt-Foß ist ebenfalls als Synchronsprecherin und Schauspielerin tätig. Sein Schwiegervater ist Manfred Lehmann.